# Octoaranha
Octoaranha (em inglês: Octospider) é uma personagem fictícia da obra literária produzida por Arthur C. Clarke.
Habitante da espaçonave extraterrestre Rama, foco central da saga iniciada com o livro Encontro com Rama e finalizada com o livro A revelação de Rama, as octoaranhas seríam seres de tamanho variável cuja reprodução caberia a um espécime especializado gigante e se comunicaríam através de um espectro de cores reproduzidas em uma lente localizada em suas cabeças. A espécie possuiria oito tentáculos recobertos de pelos, com cores pretas e douradas, e ao se locomoverem reproduziríam o barulho característico de escovas.